# Iwan Drewicz
Iwan Grigoriewicz Drewicz (niem. Johann von Drewitz ; ur. 1733 lub 1739, zm. w maju 1783 lub po ok. 1800) – rosyjski generał, uczestnik wojny siedmioletniej oraz tłumienia konfederacji barskiej i powstania Pugaczowa. Znany z okrucieństwa i łupiestwa.

## Życiorys
Urodzony w 1733 lub 1739 roku. Służbę wojskową rozpoczął w armii pruskiej w stopniu kapitana. Dowodził kompanią piechoty. Jednak w czasie wojny siedmioletniej, podczas oblężenia Szczecina zdezerterował i przeszedł do Rosjan. W służbie rosyjskiej od 1759 roku. Służył w rosyjskich pułkach serbskich i węgierskich huzarów. Awansowany do stopnia pułkownika.
W lutym 1767 dowodził pułkiem wojsk rosyjskich w korpusie interwencyjnym gen. Piotra Kreczetnikowa, który wkroczył w granice Rzeczypospolitej, by stłumić konfederację barską. Jego oddział został m.in. wyznaczony do ochrony posła rosyjskiego Nikołaja Repnina.
W czasie walk z konfederatami barskimi uczestniczył w następujących bitwach i potyczkach: Krotoszyn (11.06.1768), Raszków (12.06.1768), Zduny, Cieszków (14.06.1768) Pakość (19.03.1769), Lwów (31.03.1769), Chrystianpol, Sokół – rozbicie dwóch oddziałów konfederatów Potockiego i marszałka Bierzyńskiego (6 maja?/17 maja 1769), Brzeżany (27.05.1769) Hoszów (  8.08.1769), Toruń (9/10.1769), Kraków11 listopada?/22 listopada 1769, Dobra (23.01.1770), Izby (3-5.08.1770), Pińczów (  5.09.1770), Częstochowa (12.1770 – 01.1771) – 4 stycznia?/15 stycznia 1771 szturm Jasnej Góry i spalenie Częstochowy, Lanckorona (23.05.1771), rozbicie 500 osobowego oddziału Kazimierza Pułaskiego koło Piotrkowa (12 marca?/23 marca 1772). W 1772 roku dowodził oblężeniem warownego klasztoru Karmelitów bosych w Zagórzu, w którym schronili się konfederacji barscy. W wyniku ostrzału artyleryjskiego ucierpiały zabudowania klasztorne.
Podczas konfederacji barskiej przypisywano mu okrucieństwo: okaleczanie i mordowanie jeńców, a w późniejszym okresie sprzedaż jeńców jako rekruta do armii pruskiej, co stało się przyczyną negatywnej popularności. Po serii grabieży majątków konfederatów i dokonaniu wielu malwersacji przy zaopatrzeniu wojska, 22 września?/3 października 1775 został awansowany do stopnia brygadiera i w 1774 roku opuścił Rzeczpospolitą, udając się na Ukrainę.
W 1772 roku nabył posiadłość w okolicach Witebska, gdzie wpisano go na listę ziemian. W latach 1773–1775 wziął udział w tłumieniu powstania chłopskiego Jemieliana Pugaczowa. W 1777 roku mianowany generałem majorem.
W 1767 roku został ojcem Fiodora (późniejszego generała w armii rosyjskiej). Iwan Drewicz zmarł w maju 1783, według innej wersji około 1800 roku.

## Odznaczenia
Za zasługi w bitwie pod Dobrą, 3 lutego?/14 lutego 1770 roku został odznaczony Wojskowym Orderem św. Jerzego III klasy (nr 3 odznaczenia), z uzasadnieniem: „za rozbicie 12 stycznia?/23 stycznia 1770 licznych sił nieprzyjacielskich w bitwie pod Dobrą w Polsce wraz z płk Rönne i odbicie 15 armat”.

## Sprawa nazwiska i pochodzenia
Iwan Grigoriewicz Drewicz (niem. Johann von Drewitz – ros., a także serb. Иван Григорьевич Древиц – trans. pol. Iwan Grigor’iewicz Driewic – także zruszczone Древич – pol. Driewicz – translit. pol. Ivan Grigor’evič Drevič – także ros. Иоганн фон Древиц – pol. Johann von Drewitz), imię także spolszczane jako Jan, nazwisko także spisane jako Drewiez (ur. 1733 lub 1739, zm. w maju 1783 lub po ok. 1800) – daty urodzenia, śmierci, pochodzenie i narodowość są niejednoznaczne. Według popularnej wersji był Niemcem urodzonym w Dreźnie, a „jego nazwisko w Rosji przybrało formę południowosłowiańską – Drewič”, według innej wersji był Serbem pochodzącym z serbskiej szlachty.

## Iwan Drewicz w kulturze
Bohater anonimowej pieśni z czasów konfederacji barskiej „Piosenka o Drewiczu” (inc. „Jedzie Drewicz, jedzie...”) oraz dwóch współczesnych utworów Jacka Kowalskiego: tragikomedii Historia o Gogolewskim, 2001 i pieśni Duet Iwana Drewicza z JW Józefem Zarembą, komendantem konfederacji wielkopolskiej.